# La Chaumusse
La Chaumusse – miejscowość i gmina we Francji, w regionie Burgundia-Franche-Comté, w departamencie Jura.
Według danych na rok 1990 gminę zamieszkiwały 264 osoby, a gęstość zaludnienia wynosiła 25 osób/km² (wśród 1786 gmin Franche-Comté La Chaumusse plasuje się na 485. miejscu pod względem liczby ludności, natomiast pod względem powierzchni na miejscu 404.).